# Seznam osebnosti iz Občine Mengeš
Seznam osebnosti iz občine Mengeš vsebuje osebnosti, ki so se rodile, delovale ali umrle v občini Mengeš.

## Do 19. stoletja
- Lambergi (okrog leta 1530, Grad Jablje, Loka pri Mengšu), plemiška rodbina Lamberg je postavila Grad Jablje v renesančnem arhitekturnem konceptu, kakršen je viden danes.
- Raspi (17. stoletje, Grad Jablje, Loka pri Mengšu), plemiška rodbina oz. plemič Raspi
- Mosconi (18. stoletje, Grad Jablje, Loka pri Mengšu),  graščak na Gradu Jablje.
- Lichtenbergi (1780 – konca 2. svetovne vojne, Grad Jablje, Loka pri Mengšu), baroni na Gradu Jablje.
- Jurij Andrej Gallenfels (1651, Ljubljana – 30. december 1699, Mengeš ), humanist, duhovnik. Župnik v Mengšu, član bratovščine Sv. Mihaela in velik dobrotnik, član akademije operozov Academia operosorum Labacensium, kjer se je imenoval Gelatus.
- Franc Jelovšek (4. oktober 1700 Mengeš – 31. maj 1764 Ljubljana ), slovenski baročni slikar in freskant. Ima spomenik ob mestu, kjer je bila nekoč njegova rojstna hiša. Po njem je poimenovana Jelovškova ulica v Mengšu in Kulturno društvo Franca Jelovška Mengeš. Leta 1745 je s freskami posvetne vsebine okrasil 4 prostore v Gradu Jablje v Loki pri Mengšu.
- Avguštin Hallerstein (18. avgust 1703, Mengeš – 29. oktober 1774, Peking, Kitajska), naravoslovec, astronom in misijonar, jezuit, kartograf.
- Weichard Hallerstein (okoli 1705, Mengeš – 11. oktober 1780 Dol pri Ljubljani) , duhovnik, redovnik, jezuit.
- Franc Lichtenthurn (23. september 1742, Mengeš – 22. januar 1813, Ljubljana ), baron, dobrotnik sirot.
- Ivan Banko (? – ?) podobar 18. st. v Mengšu
- Mihael Stare (23. september 1790, Strahinj pri Naklem – 15. maj 1872, Mengeš),  gospodarstvenik, gradbenik in podjetnik, graščak, lastnik prve pivovarne, iz katere je ohranjeno najstarejše pivo na Slovenskem in celo v Evropi.

## 19. stoletje
- Ignacij Holzapfel (15. julij 1799, Tržič –  21. januar 1868, Ribnica), duhovnik, pesnik čbeličar, pisatelj. Med leti 1827 in 1829, ko je bil kaplan v Mengšu, so v Ljubljani snovali Krajnsko čbelico. V prvi številki leta 1830 so bile objavljene štiri njegove pesmi.
- Franc Lah (3. december 1816, Vrhnika – 14. oktober 1890, Mengeš), podobar, kipar. V Mengšu je imel svojo delavnico, za mengeško župnijsko cerkev Sv. Mihaela je izdelal dva stranska oltarja.
- Andrej Pirnat (17. november 1817, Loka pri Mengšu – 23. december 1888, Ormož), rudarski inženir in pesnik, sodeloval pri ustanovitvi Slovenske matice.
- Janez Trdina (29. maj 1830, Mengeš –  14. julij 1905, Novo mesto ), slovenski pisatelj, profesor zgodovine in zemljepisa, opisoval navade [[Mengšan|Mengšanov], po njem je poimenovana Knjižnica Janeza Trdine Mengeš, na njegov rojstni dan pa je v Mengšu občinski praznik. V Mengšu ima na mestu, kjer je stala njegova rojstna hiša, spominsko ploščo, ter postavljen spomenik, po njem je poimenovana ulica Trdinov trg in občinsko priznanje Trdinova nagrada.
- Blaž Gregor (29. maj 1830, Mengeš – 1906, Trst), založnik, sošolec in prijatelj pisatelja Janeza Trdine, založil je prvo slovnico ruskega jezika, ki jo je napisal Matija Majer-Ziljski.
- Lovrenc Funtek (1831, Mengeš – 1874 Ljubljana), fotograf v Mengšu in na Homcu, mojster fotografije.
- Ivan Vesel – Vesnin(16. avgust 1840, Veliki Mengeš – 10. december 1900 Ljubljana, Trnovo), eden prvih slovenskih prevajalcev iz ruščine, duhovnik.
- Josip Stare ( 8. februar 1847,Veliki Mengeš – 31. julij 1922, Ljubljana), pravnik, društveni delavec.
- Franjo Kuralt (5. december 1847, Mengeš – 26. december 1921, Zagreb, Hrvaška), agronom in publicist.
- Andrej Lah (1848, Mengeš – ? Mengeš), podobar, izdelovalec lesenih jaslic in razpel.
- Ivan Hribar (19. september 1851, Trzin – 18. april 1941, Ljubljana), politik, med leti 1896-1910 župan Ljubljane, objavljal in prevajal je za časopise, pisal pesmi, črtice, spomine. Z družino se je v otroštvu preselil v Mengeš in od leta 1859/60 obiskoval ljudsko šolo v Mengšu.
- Franc Orel Floza (12. januar 1854, Trzin – 19. december 1939, Mengeš), politik, med leti 1898 in 1918 župan Mengša, prvi načelnik Posojilnice in hranilnice v Mengšu in predsednik Katoliško Slovensko izobraževalnega društva Mengeš.
- Anton Koblar (12. junij 1854, Železniki – 9. avgust 1928 Kranj), zgodovinar, pisatelj in duhovnik. Med 1884 in 1888 prišel za kaplana v Mengeš. Zbiral gradivo za zgodovino Mengša, ustanovil bralno društvo v Mengšu. Ohranjena njegova pisma s pisateljem Janezom Trdino, v katerih so popisane navade in zgodovinske posebnosti Mengša.
- Fran Novak (22. oktober 1856, Veliki Mengeš – 30. december 1936, Ljubljana), stenograf, utemeljitelj slovenske stenografije, profesor grščine in latinščine. Po njem je poimenovana ulica v Mengšu.
- Franja Trojanšek – Zorana (30. januar 1867, Veliki Mengeš – 13. februar 1935, Mengeš), pesnica. Njen psevdonim je bil Zorana in Gorislava, po njej se v Mengšu imenuje gledališka skupina ter ulica.
- Rudolf Maister - Vojanov (29. maj 1874, Kamnik – 26. junij 1934, Unec), general in pesnik. Leta 1888 se je družina preselila v Veliki Mengeš, kjer je obiskoval osnovno šolo. Po njem se imenuje ulica v Mengšu.
- Matko Prelovšek (19. junij 1876, Veliki Mengeš – 13. maj 1955,Ljubljana), gradbeni inženir, ki je veliko sodeloval z arhitektom Jožetom Plečnikom ter soustvarjal urbanistično podobo Ljubljane. Po njem je poimenovana ulica v Mengšu.
- Anton Mrkun (4. julij 1876, Ig – Studenec pri Ljubljani – 31. oktober 1961, Cleveland, ZDA, zadružni organizator, pisatelj in duhovnik. Med leti 1906 in 1909 kaplan v Mengšu. Leta 1907 v Mengšu osnoval Slamnikarsko zadrugo.
- Franc Ropret (6. november 1878, Bled – 14. oktober 1952, Mengeš), rezbar in kipar. Portretiral je pesnika Franceta Prešerna ter pisatelja Janeza Trdino. Po njem je poimenovana ulica v Mengšu.
- Polonca Juvan (6. februar 1884, Veliki Mengeš – 28. januar 1952, Ljubljana), igralka.

## 20. in 21. stoletje
- Peter Lipar (8. julij 1884, Mali Mengeš – 11. avgust 1953, Mengeš), organist, kapelnik godbe. S 17 leti postal kapelnik domače Mengeške godbe, ki jo je vodil vse do svoje smrti, torej 52 let. Po njem je poimenovana ulica v Mengšu.
- Frank Aleš (tudi Frank Alesh) (28. julij 1886, Dobeno, Mengeš – 6. maj 1980 Fontana, Kalifornija, ZDA), slovenski društveni delavec v Združenih državah Amerike, član Slovenske narodne podporne jednote.
- Marij Kogoj (30. december 1892, Trst – 25. februar 1956, Ljubljana, dirigent in skladatelj. V Domu počitka v Mengšu je dolgo let preživljal jesen svojega življenja.
- Anton Šuštar – Gregec (2. junij 1893, Mali Mengeš – 17. november 1977,Mali Mengeš), rezbar in slikar samouk.
- Srečko Gregorc (6. april 1894, Mali Mengeš – 6. oktober 1972, Gorica), nabožni pisatelj, pesnik, dramatik, urednik in duhovnik.
- Franc Jenko (5. september 1894, [Topole]] – 2. junij 1968, Ljubljana Šentvid), orglarski mojster. Doma je izdeloval harmonije, leta 1923 odprl orglarsko delavnico. Več novih orgel je izdelal po načrtih arhitekta Jožeta Plečnika.
- Janez Veider (28. maj 1896, Veliki Mengeš – 15. maj 1964, Ljubljana), pokopan v Mengšu), umetnostni zgodovinar, strokovni pisatelj in duhovnik. Raziskoval umetnine freskanta Franca Jelovška, popisal Jelovškove freske v cerkvi v Grobljah, ki je tedaj spadala v župnijo Mengeš.
- Janko Testen, poznan tudi kot Ambroz Testen (31. avgust 1897, Loka – 7. januar 1984, Kampor, otok Rab, Hrvaška), pater Ambrozij, slikar ekspresionist. Po njem je poimenovana ulica v Loki pri Mengšu.
- Mirko Lavrič (24. junij 1900, Veliki Mengeš – 12. februar 1976, Mengeš), tehnik, po načrtih slovenskega letalskega konstruktorja je izdelal svoje dvosedežno športno letalo, pobudnik za ustanovitev avto-moto društva.
- Ljudevit Merčun (18. avgust 1900, Mengeš – 22. junij 1954, Mengeš),endokrinolog in prvi slovenski diabetolog, profesor interne medicine, strokovni pisatelj.
- Miroslav Kos (3. marec 1903, Mali Mengeš – ?), inženir, arhitekt in strokovni pisatelj.
- Tine Zajec (17. julij 1905, Trzin – 11. junij 1944, Komendska Dobrava), zdravnik, partizan, banovinski zdravnik v Mengšu, po katerem je poimenovan Zdravstveni dom Mengeš in ulica dr. Zajca v Mengšu.
- Friderik Jerina (25. oktober 1906, Vrhpolje pri Kamniku – 1996, ?), slikar, modelar, "oče" celovškega Minimundusa. Med leti 1938 in 1945 je stanoval v Mengšu, kjer se je uveljavil kot slikar oljnih slik in restavrator znamenj.
- Andrej Benda, Trdinov (2. december 1909, Mali Mengeš – 16. september 1989, ?), orglarski mojster.
- Peter Lipar ml. (30. december 1912, Mali Mengeš – 13.avgust 1980, Kranj), skladatelj, zborovodja in glasbeni pedagog.
- Matija Blejc – Matevž (24. februar 1914, Mengeš – 24. december 1942, Kostavška planina nad Tuhinjsko dolino), partizanski komandant, narodni heroj, med leti 1974 in 1990 se je po njem imenovala Osnovna šola Matije Blejca – Matevža Mengeš, zdaj OŠ Mengeš. Na mestu, kjer je stala njegova rojstna hiša ima spominsko obeležje.
- Ivo Lipar (13. maj 1920, Mali Mengeš – 25. julij 1973, ?), publicist, urednik revij, po 2. svetovni vojni je pod psevdonimom Iztok Lipar ali Iztok Slavijan objavil nekaj črtic in spominov.
- Pavle Kosec (6. avgust 1922, Mengeš – ?, Mengeš), glasbeni pedagog, aranžer glasbe, skladatelj, inštrumentalist, harmonikar, orgličar. Pomemben pri soustvarjanju začetkov slovenske narodno-zabavne glasbe ter viden prispevek na pedagoškem področju.
- Tone Tratnik (23. junij 1922, Mengeš – ?), publicist, pisal partizanske pesmi.
- Ludvik Zabret (9. avgust 1923, Topole, Mengeš – 2010, ?), misijonar v Indiji in agronom.
- Ivan Vidali (21. december 1923, Veliki Mengeš – 15. januar 1990, Mengeš), slavist, publicist in politik, sodeloval pri urejanju Mengeškega zbornika.
- Nace (Ignac) Šumi (14. maj 1924, Klanec pri Kranju – 23. junij 2006, Dobeno, občina Mengeš), slovenski umetnostni zgodovinar, konservator, etnograf, pedagog in likovni kritik, prejemnik Steletove nagrade za dosežke na področju konservatorstva.
- Franc Blejc (27. november 1930, Mengeš – ), od leta 2004 častni občan Občine Mengeš, pritrkovalec na zvonove, o njem je izšla knjiga Pesem mengeških zvonov.
- Minka Zabret – Aleškova (19. januar 1931, Topole, Mengeš – ), sestra usmiljenka, redovno ime s. Evzebija.
- Milka Keržič – Komarjeva (26. avgust 1932, Topole, Mengeš – ), redovnica, red notredamk, redovno ime s. Akvina, diplomirala iz cerkvene glasbe.
- Marko Žerovnik (19. april 1932, Mengeš – ), slovenski geograf in kartograf, ravnatelj, pisatelj, pesnik in popotnik.
- Matej Blejec, znan tudi kot Matko Blejec (21. oktober 1933,  Krmelj na Dolenjskem – ), priznani slovenski čebelar, tudi predavatelj čebelarstva, bil je predsednik Čebelarskega društva Mengeš in pomemben člen pri zgraditvi oz. vzpostavitvi Čebelarskega centra Slovenije.
- Julka Keržič – Komarjeva (21. maj 1934, Topole, Mengeš – ), redovnica, red notredamk, redovno ime s. Bertila.
- Tone Škarja (15. januar 1937, Mengeš – ), znameniti slovenski alpinist, gorski reševalec in pisec potopisnih člankov, knjig, vodil slovensko odpravo na Mount Everest.
- Vinko Sitar (28. marec 1938, Mengeš – ), klarinetist, komponist in aranžer, 1. kapelnik Veteranske sekcije Mengeške Godbe, narodno-zabavni glasbenik.
- Peter Blejec (6. junij 1939, Veliki Mengeš – ), akademski kipar in restavrator.
- Franc Beravs (22. oktober 1939, Loka pri Mengšu – ) slovenski tekstilni tehnolog, preučeval je plemenitenje tekstilij, bil je vodilni strokovnjak za tekstilni tisk v Sloveniji, objavil več znanstvenih in strokovnih člankov.
- Rudolf Koncilija (26. julij 1940, Topole, Mengeš – ), teolog, duhovnik in strokovni pisatelj.
- Anton Benda (16. september 1940, Mengeš – ), arhitekt in oblikovalec, po njegovih načrtih so preuredili prezbiterij v cerkvi Sv. Mihaela v Mengšu, zasnoval opremo za več pomembnih mengeških stavb.
- Ana Marija Benda, roj. Baraga (17. julij 1941, Škocjan pri Mokronogu – ), arhitektka, oblikovalka, od leta 1968 živi v Mengšu. Skupaj z možem Antonom Bendo sta izdelala več načrtov za vezene mašne plašče.
- Franc Kompare (1946, Mengeš – ), trobentač, narodno-zabavni glasbenik.
- Janez Per (9. junij 1947, Mengeš – ), slovenski glasbenik in politik, baritonist pri Alpskem kvintetu, 1. župan občine Mengeš in nekdanji poslanec v državnem zboru.
- Ivan Sivec (23. maj 1949, Moste pri Komendi – ), pisatelj, pesnik, besedilopisec, novinar in urednik. Napisal delo Krvava grajska svatba; povest iz turških časov iz Mengša, ki govori o Mengšu.
- Jože Brojan (24. oktober 1950, Loka pri Mengšu – 23. oktober 2017, Loka pri Mengšu), slovenski pesnik, pisatelj in tekstopisec, kronist in kulturnik.
- Vinko Železnikar (12. oktober 1954, Ljubljana – ), akademski slikar, že vse življenje živi in deluje v Mengšu.
- Nace (Ignacij) Zaletelj (? – ?), je slovenski izdelovalec vseh vrst unikatnih brenkal - največ kitare in bas kitare. Živi in dela v Mengšu.
- Franc Jerič (31. oktober 1958, Ljubljana – ), župan Občine Mengeš, prvič izvoljen leta 2006, od leta 2018 pa teče že 4. mandat.
- Viljem Lovše (8. junij 1962, Topole, Mengeš – ), pater, jezuit, delal na radiu Vatikan, sodeloval pri oddajah na RTV Slovenija ter na radiu Ognjišče.
- Primož Kosec (8. maj 1964, Ljubljana – ), klarinetist, komponist, aranžer, producent, glasbeni vodja, narodno-zabavni glasbenik, član ansambla Slovenski muzikantje.
- Matej Šarc (6. junij 1965, Ljubljana – ), akademski glasbenik, slovenski oboist.
- Bojan Zajc (7. november 1965, Ljubljana – ), slovenski hokejist in trener.
- Nina Kompare - Volasko (1974, Ljubljana –), sopranistka, pevska pedagoginja, anglistka in latinistka.
- Katarina Habe (5. avgust 1973, Ljubljana – ), slovenska pevka zabavne glasbe, ustanoviteljica ženskega pevskega terceta Katrinas in doktorica psihologije.
- Rok Golob (11. februar 1975, Ljubljana – ), skladatelj, aranžer, producent, dirigent in multi-instrumentalist. Živi v Mengšu.
- Mateja Jemec Tomazin (13. januar 1978, Ljubljana – ), jezikoslovka, rojena v Topolah, avtorica zbornika Topole nekdaj in danes: ob 60-letnici Prostovoljnega gasilskega društva Topole.
- Klemen Leben (1983, Ljubljana – ), akademsko izobraženi harmonikar, poučuje na Konservatorij za glasbo in balet Ljubljana ter na ljubljanski Akademiji za glasbo.
- Tina Marinšek (14. julij 1985, Kranj – ), slovenska pevka in avtorica glasbe ter besedil, nekdanja vokalistka skupine Tabu, rojena v Mengšu oz. Topolah.
- Miha Kosec (1989, Ljubljana – ), akademski glasbenik, klarinetist.
- Erik Košak (1989, Ljubljana – ), akademski glasbenik, hornist.
- Maša Grošelj (26. julij 1993, Ljubljana – ), igralka, prejemnica Severjeve nagrade za najboljšo študentko dramske igre (2015).
- Miha Zajc, hokejist (8. december 1996, Ljubljana – ), slovenski hokejist.
- Katja Jeretina (23. maj 1997, Ljubljana – ), cestna kolesarka.

## Osebnosti od drugod
- Jože Plečnik (23. januar 1872, Ljubljana – 7. januar 1957, Ljubljana), v župnijski cerkvi Sv. Mihaela v Mengšu je po starokrščanskih vzorih zasnoval krstilnico in spovednico.
- Josip Grgasović (15. maj 1939, Makarska, Hrvaška – ), slovenski skladatelj, dirigent, aranžer in pozavnist, med leti 1975 in 1979 je bil kapelnik Mengeške godbe.
- Rok Benkovič (20. marec 1986, Ljubljana – ), nekdanji slovenski smučarski skakalec, svetovni prvak na mali skakalnici 2005, član kluba SSK Mengeš.
- Matjaž Pungertar (14. avgust 1990, Ljubljana – ), smučarski skakalec, član kluba SSK Mengeš.
- Anže Lanišek (20. april 1996, Ljubljana – ), smučarski skakalec, član kluba SSK Mengeš, 2012 skakalni olimpijski prvak na prvih organiziranih mladinskih zimskih olimpijskih igrah v Innsbrucku.

## Častni občani Občine Mengeš
- Franc Blejc (27. november 1930 – )
- Matej Blejec (21. oktober 1933 – )
- Peter Krušnik (2. febraur 1930 – )
- Jože Mlakar (18. februar 1942 – )
- Slavko Pišek (28. februar 1923 – 15. marec 2007)
- Franc Zabret (4. september 1934 – 3. junij 2015)

## Kapelniki KD Mengeška godba
KD Mengeška godba je eno najpomembnejših in najstarejših društev v občini Mengeš, ki neprekinjeno deluje od leta 1884. V tem času so se zvrstili mnogi kapelniki, ki so pomembno zaznamovali kulturno in glasbeno življenje v kraju in izven.
Bernard Degischer (1884-1898), Franc Degischer (1898-1901), Peter Lipar (1901-1953), Ernest Kvartič (1953-1960), Anton Mehle (1961-1975), Josip Grgasović (1975-1979), Franc Lipičnik (1979-1987), Smiljan Makelja (1987-1988), Alojz Velkavrh (1988-1992), Janez Petrač (1992-1993), Franc Gornik (1993-1997), Primož Kosec 1997-2008), Dimitrij Lederer (2008- ).